# Одиножды один
«Одиножды один» — советский художественный фильм 1974 года, снятый режиссёром Геннадием Полокой по сценарию Виктора Мережко.

## Сюжет
Полотёр Иван Иванович Каретников жил в своё удовольствие и менял жён, не задумываясь о завтрашнем дне. Дожив до шестидесяти лет, он впервые оказался в незавидном положении, когда очередная молодая женщина прилюдно бросила его прямо на Речном вокзале.
Не изменяя своему жизненному принципу, Каретников снова пытается посвататься к незнакомой девушке, но попытка только вызывает сочувствие у одной старушки, которая намекает, что была бы не прочь выйти за него, старичка, замуж. И тут Иван, наконец, осознаёт, как необходима ему настоящая семья. Тогда он решает посетить всех своих бывших жён и детей, разбросанных по всему Советскому Союзу, в надежде у кого-то из них осесть. Навещая их, Иван Иванович понимает, что его нигде не ждут, и доживать свой век ему предстоит одному.

## В ролях
| Актёр               | Роль                                   |
| ------------------- | -------------------------------------- |
| Анатолий Папанов    | Иван Иванович Каретников               |
| Нина Архипова       | Мария                                  |
| Владимир Кашпур     | Кузьма                                 |
| Валентина Теличкина | Нина Каретникова                       |
| Михаил Поляк        | Володька                               |
| Николай Караченцов  | Анатолий Перфилов                      |
| Татьяна Пельтцер    | Матвеиха                               |
| Юлия Орехова        | Светланка                              |
| Регина Корохова     | Раиса                                  |
| Светлана Жгун       | Верка                                  |
| Татьяна Опаркина    | молодуха                               |
| Арнольд Сиккел      | сотрудник управления Котельного завода |

## Песни в фильме
Все песни для фильма были написаны Владимиром Высоцким. Однако из восьми песен в фильм вошли только пять, да и те — в урезанных вариантах.
- Песня Вани у Марии (вошли строфы 7-10). Стилизация под песни, исполнявшиеся нищими-инвалидами в вагонах электричек.
- Песня о чёрном и белом лебедях (вошла строфа 3). Стилизация под народную песню.
- Величальная отцу (вошла строфа 1). Стилизация под обрядовую народную песню.
- Частушки к свадьбе (не вошла).
- Студенческая песня (вошли без конечных строк 1 и 4 строфы).
- Частушки (вошли строфы 3, 4, 6-8, 10 и дополнительная строфа на украинском языке, также сочинённая Высоцким).
- Грустная песня о Ванечке (не вошла).
- Песня Вани перед студентами (не вошла).

В фильме также использована песня The Beatles «Sgt. Pepper’s Lonely Hearts Club Band» (на дискотеке).
На роль Анатолия Перфилова пробовался Андрей Миронов, на эту же роль Геннадий Полока планировал и Владимира Высоцкого, но его не утвердил художественный совет.